# Karl Hochstöger
Karl Hochstöger (* 17. März 1901 in Landeck; † 3. September 1987 ebenda) war österreichischer Bezirkshauptmann in der NS-Zeit vom Landeck und Apotheker.

## Biografie
Hochstöger studierte nach Besuch der Volksschule Landeck und des Gymnasiums Meran Pharmazie an der Universität Wien, wo er Mitglied der Landsmannschaft Baltia wurde, und der Universität Innsbruck, wo er sich dem Corps Gothia Innsbruck (1922) angeschlossen hat. Sein Studium schloss er am 21. Oktober 1923 mit dem Magister ab.
Nach dem Studium arbeitete Hochstöger zunächst in Wien und im Anschluss in der väterlichen Apotheke in Landeck, die er nach dem Tod seines Vaters am 1. März 1924 übernahm. 1941 wurde er aufgrund seines berufspolitischen Engagements zum Pharmazierat ernannt.
Verheiratet war Hochstöger mit Rosa Pillon aus Meran. Zusammen hatten sie drei Söhne, einer war der spätere Präsident der Tiroler Apothekerkammer Carl Hochstöger.
Neben seiner beruflichen Tätigkeit war Hochstöger auch in der Kommunalpolitik aktiv und diente seiner Heimat mehrere Jahre als Stadtrat. Nach dem Anschluss Österreichs an das Deutsche Reich wurde Hochstöger als Mitglied der SS, 1938 im Rang eines SS-Unterscharführers, vom 11. März 1938 bis zum 26. April 1938 kommissarischer Bezirkshauptmann von Landeck.
1955 wurde Hochstöger das Silberne Verdienstzeichen der Republik Österreich und 1971 die Ehrenmitgliedschaft des österreichischen Apothekerverbandes verliehen.